# 巴鲁哈纳
巴鲁哈纳（Bharuhana），是印度北方邦Mirzapur县的一个城镇。总人口5734（2001年）。

## 人口
该地2001年总人口5734人，其中男性3096人，女性2638人；0—6岁人口859人，其中男453人，女406人；识字率55.62%，其中男性为65.21%，女性为44.35%。